# Barro (Charente)
Barro település Franciaországban, Charente megyében. Lakosainak száma 410 fő (2022. január 1.). Barro Bioussac, Condac, Nanteuil-en-Vallée, Ruffec, Verteuil-sur-Charente és Courcôme községekkel határos.

## Népesség
A település népességének változása:
| Lakosok száma | 223  | 231  | 258  | 333  | 387  | 408  | 413  | 410  | 409  | 410  |
|               | 1968 | 1982 | 1990 | 2006 | 2013 | 2015 | 2017 | 2019 | 2020 | 2022 |